# Mielenko Drawskie (gromada)
Mielenko Drawskie – dawna gromada, czyli najmniejsza jednostka podziału terytorialnego Polskiej Rzeczypospolitej Ludowej w latach 1954–1972.
Gromady, z gromadzkimi radami narodowymi (GRN) jako organami władzy najniższego stopnia na wsi, funkcjonowały od reformy reorganizującej administrację wiejską przeprowadzonej jesienią 1954 do momentu ich zniesienia z dniem 1 stycznia 1973, tym samym wypierając organizację gminną w latach 1954–1972.
Gromadę Mielenko Drawskie z siedzibą GRN w Mielenku Drawskim utworzono – jako jedną z 8759 gromad na obszarze Polski – w powiecie drawskim w woj. koszalińskim na mocy uchwały nr 43/54 WRN w Koszalinie z dnia 5 października 1954. W skład jednostki weszły obszary dotychczasowych gromad Mielenko Drawskie, Gudowo, Jankowo, Oleszno i Bucierz ze zniesionej gminy Drawsko, obszary dotychczasowych gromad Konotop, Nowy Łowicz i Żołędowo ze zniesionej gminy Poźrzadło Wielkie oraz obszar dotychczasowej gromady Karwice ze zniesionej gminy Stara Studnica w tymże powiecie. Dla gromady ustalono 11 członków gromadzkiej rady narodowej.
1 stycznia 1958 do gromady Mielenko Drawskie włączono część terenów miasta Ińsko (777 ha) oraz południowo-wschodnie tereny wsi Studnica i Ziemsko (2594 ha) z gromady Storkowo w powiecie stargardzkim w woj. szczecińskim.
31 grudnia 1959 do gromady Mielenko Drawskie włączono wieś Linowo ze zniesionej gromady Lubieszewo w tymże powiecie.
31 grudnia 1961 z gromady Mielenko Drawskie wyłączono: a) część gruntów wsi Jankowo,  włączając ją do miasta Drawska Pomorskiego w tymże powiecie; b) osadę Jaworze oraz byłe miejscowości Głębokie, Sicko, Poźrzadło, Poźrzadło-Dwór, Mielno Stargardzkie, Pełknica, Czartowo, Kienice, Radowo, Przęślica, Inica, Kosmowo, Włókno i Mirocin, włączając je do gromady Kalisz Pomorski w tymże powiecie, po czym gromadę Mielenko Drawskie zniesiono, a jej (pozostały) obszar włączono do gromady Drawsko Pomorskie tamże.